# Dinamo Azotara Pančevo
Dinamo Azotara Pančevo  - żeński klub piłki siatkowej z Serbii. Swoją siedzibę ma w Pančevo. Został założony w 1974. Grała tu Milena Rasić.